# Cody, Nebraska
Cody är en by (village) i Cherry County i Nebraska. Vid 2010 års folkräkning hade Cody 154 invånare.
William F. Cody, mer känd som Buffalo Bill, trodde att ortnamnet hedrade honom när han kom på besök till orten men Cody uppkallades så efter järnvägsarbetaren Thomas Cody.